# Ошмазик
Ошмазик (мар. «ош», белый; персид. «мазда»; мудрость; букв. «человек со светлой мыслью») — в марийской мифологии эпический герой.

## Описание
Персонаж марийской легенды о Сур мари Рогатом князе, возлюбленный его дочери Увий. Согласно народным представлениям, «сильный, как медведь, стройный, как куница, ловкий, как белка… умел понимать и язык зверей, и свист ветра, и шорох деревьев, и шум воды».

## Миф
Мать Ошмазика отваживается обмануть Сур мари. Она готовит ритуальную лепёшку на собственном грудном молоке, отведав которую Сур мари становится молочным братом Ошмазику. После этого князь перестаёт умерщвлять первенцев, а Ошмазика оставляет при себе в качестве приёмного сына. Когда Ошмазик подрастает, он влюбляется в Увий. Однако Сур мари собирается выдать дочь замуж за восьмидесятилетнего Немду, или Чумбылата. Тогда Увий подговаривает Ошмазика убить Сур мари. Она топит для отца баню, Сур мари раздевается в предбаннике, оставляя под одеждой кошель с детскими душами. Ошмазик похищает кошель и Сур мари умирает. Ошмазик устраивает пышные похороны старому князю и, став новым предводителем мари, отменяет жестокие обычаи, установленные своим предшественником.
В сказочной версии, явно позднего происхождения, Сур мари рисуется жадным богачом, обманом отобравшим у своих соседей земли. После смерти своих четырёх сыновей, заключив сделку со злым духом, богач узнаёт тайну вечной жизни. У Сур мари на голове вырастает рог, его сердце покрывается звериной шерстью и становится глухим к мольбам людей. Отведав лепёшку, замешанную на молоке матери Ошмазика, Сур мари велит отнести мальчика в лес. Но мальчик не гибнет, его подбирает медведица и воспитывает вместе со своими медвежатами. Благодаря умению говорить на языке зверей, Ошмазик под видом мыши прокрадывается в дом Сур мари и похищает кошель с душами.